# Boulevard des Invalides
Il boulevard des Invalides è un boulevard di Parigi nel VII arrondissement.
Ha una lunghezza di 1 245 metri e una larghezza di 39 metri. Inizia al n. 127 di rue de Grenelle e termina nella rue de Sèvres.
Prende il nome dell'Hôtel des Invalides, situato al n. 6 del viale.